# Rio Açungui
Der Rio Açungui ist einer der beiden Quellflüsse des Rio Ribeira de Iguape im Osten des brasilianischen Bundesstaates Paraná.

## Geografie
Das Einzugsgebiet des Rio Açungui befindet sich westlich und nordwestlich von Curitiba auf dem Primeiro Planalto Paranaense (der Ersten oder Curitiba-Hochebene von Paraná).
Seine Quelle liegt im Munizip Campo Largo auf 1039 m Meereshöhe in den Ausläufern der Serra de São Luiz do Purunã nahe der Ortschaft Faxina. Er entwässert ein Einzugsgebiet  von 1712 km2 im Gebiet nordwestlich von Curitiba.
In seinem Oberlauf durchfließt er die Reserva Ambiental Nascentes do Rio Açungui, einen privat geführten Naturpark etwa 50 km westlich von Curitiba.
Er fließt im Munizip Rio Branco do Sul von rechts mit dem Rio Ribeirinha zusammen und bildet den Rio Ribeira de Iguape. Er ist etwa 110 km lang.
Die Entfernung zwischen Ursprung und dem Zusammenfluss auf 347 m Höhe beträgt 67 km.

## Umwelt
Obwohl das Tal des Açungui in der Vergangenheit durch Abholzung und Bergbau vor allem im Oberlauf relativ stark geschädigt wurde, ist es aufgrund der topografischen Gegebenheiten, der Abgeschiedenheit von den Entwicklungszentren von Paraná und der fehlenden lokalen Infrastruktur noch immer wenig besiedelt und kaum von Industrieabfällen oder Agrochemikalien betroffen.